# 시마바라촌
시마바라촌(島原村)은 나가사키현 미나미타카키군에 있던 촌이다. 

## 지리
시마바라 반도의 동부에 위치한다.

## 역사
- 1889년 4월 1일 - 정촌제 시행에 의해 미나미타카키군 시마바라촌이 성립하였다.
- 1924년 4월 1일 - 시마바라정, 미나토정과 합병해 새로운 시마바라정이 성립하여, 시마바라촌은 소멸하였다.

## 지명
시마바라촌에서는 메이지 초기까지 다른 고라이 지역 각 촌과 마찬가지로 이름의 지명을 설치하고 있었지만, 지조 개정 때 폐지되어 이름 없는 지역이 되었다. 또한 1889년의 정촌제 시행 때 합병을 실시하지 않았기 때문에 오아자도 존재하지 않는다. 이 때문에 「시마바라촌○○번지」와 같이 마을 이름 다음에 지번을 표시하는 주소 표기가 된다.
- 今村名（이마무라）
- 上原名（우에노하루）
- 柏野名（가시와노）
- 萩原名（하기하라）

## 교통

### 철도
촌역을 시마바라 철도와 구치노즈 철도노선이 지나지만 역은 설치되지 않았다.

## 참고문헌
- 角川日本地名大辞典 42 長崎県
- 長崎県南高来郡町村要覧．上編「島原村」 （1893年） 国立国会図書館デジタルコレクション
- 長崎縣告示第百五十號『南高来郡島原町村、湊町合併に関する件』長崎県公報 大正13年2月26日付